# Afterglow (Wobbler)
Afterglow is het tweede studioalbum van de Noorse muziekgroep Wobbler. Het succes van hun eerste muziekalbum overrompelde de band enigszins, men had niet zo maar een opvolger voorhanden. De muziek van dit album dateert van 1999, het jaar van oprichting van Wobbler. De muziek is echter pas opgenomen tussen juni 2007 en oktober 2008, waarbij de akoestische gitaar al in 2003 was opgenomen. De muziek laat zich terugvoeren naar de beginjaren 70. Termo Records is het privé platenlabel van Frøislie.

## Musici
- Lars Erik Frøislie: toetsinstrumenten waaronder de mellotron M400 S, Hammondorgel C3 en de Minimoog D;
- Martin Nordrum Kneppen: slagwerk
- Kristian Karl Hultgen: Basgitaar en saxofoons
- Morten Andreas Eriksen: gitaar
- Torry Johannessen- zang

met gastmusici
- Ketil Vestrum Einarsen – dwarsfluiten
- Aage Moltke Schou – vibrafoon, glockenspiel en percussie
- Sigrun Eng – cello

## Muziek
| Nr. | Titel                 | Duur  |
| --- | --------------------- | ----- |
| 1.  | The Haywain           | 0:55  |
| 2.  | Imperial winter white | 15:02 |
| 3.  | Interlude             | 2:35  |
| 4.  | In taberna            | 13:10 |
| 5.  | Armoury               | 3:00  |

Imperial white winter en In taberna (originele titel Leprechaun behind the door) waren demo's waarmee Wobbler hun eerste platencontract wisten te bemachtigen voor debuutalbum Hinterland. Frøislie deelde in april 2018 mee, dat de nummers voor dit en hun debuutalbum gelijktijdig zijn geschreven. Hinterland liet de "zachte kant" van de band horen, Afterglow de "harde kant".